# ホンダ・ジョルカブ
ジョルカブ（Giorcub）は、本田技研工業がかつて製造販売したオートバイである。

## 概要
1999年8月4日発表、同月5日発売。
1992年から製造販売されていた排気量49㏄（原動機付自転車）の2ストロークエンジンを搭載するジョルノが、1997年に同社のオートバイエンジン4ストローク化方針によりフルモデルチェンジされることとなり、1999年6月に販売開始したジョルノクレアと共に後継とされたモデルである。
レトロ調メットインスクーターとして好評を得ていたジョルノのコンセプトを継承したモデルであるが、先行販売されたジョルノクレアが無段変速機を介したベルトドライブによる通常のスクーターとされたのに対し、開発キーワードを『既存のスクーターとは異なる「操る楽しさと乗る楽しさの創出」』とした本モデルはパワートレインに同社が製造するスーパーカブの空冷4ストロークSOHC単気筒エンジンならびに自動遠心クラッチによる停車時のみロータリー式となる常時噛合4段マニュアルトランスミッションを搭載した点が最大の特徴かつ相違点である。

## 車両解説
型式名A-AF53。
車名はジョルノの車体とスーパーカブのエンジンを組み合わせたことによって創造されたものである。
このため車体はベースとなったジョルノならびにジョルノクレアとほぼ共通であるが、以下に示す本モデル独自の構造がある。
- エンジン冷却風は前方からフロアーパネルトンネル部を通過させシリンダーヘッドへ導くためレッグシールドが専用設計[4]。
- アンダーボーンフレームはエンジンケース外側を通すためベースモデルのジョルノより80mm以上幅広化[5]。
- フロアステップは左側にシーソー式ギアチェンジペダル[注 4]を設置するため本モデル専用品である。

搭載されるAF53E型エンジンは、基本設計をスーパーカブ用AA01E型と共有するため内径x行程=39.0×41.4（mm）・圧縮比10.0・PB3系キャブレター・CDI式マグネット点火装置など共通であるが、本モデル用にチューニングを施し最高出力3.9ps/7,000rpm・最大トルク0.41kg-m/5,500rpmのスペックを達成。始動方式はセルフ・キック併用式であるが、メットインスペース確保のためにスターターモーターを下部に移動させる設計変更を行った。またチョークもベースモデルに合せて手動式とした。
サスペンションは、フロントがボトムリンク、リヤが一般的なスクーターで多用されるユニットスイングではなく、動力伝達を通常のオートバイと同じチェーン駆動とすることからスイングアームとしたほか、キャスター角26°30′・トレール67mmに設定する。
タイヤサイズは前後とも80/100-10で、ブレーキは前後とも機械式リーディングトレーリングであるが、後ブレーキ操作はスーパーカブの右足ペダルではなく、一般のスクーター同様に左手で行う。
このほか、メーターパネルにはニュートラルと4速走行状態を表示するポジショニングランプを設置する。

### 遍歴
1999年8月4日発表 8月5日発表
日本国内販売計画15,000台/年 消費税抜希望小売価格189,000円
- 車体色は以下の2種類を設定
  -  モンッツァレッド
  -  シャスタホワイト

2001年2月2日発表 同月3日発売
以下の車体色を追加
- ベガブラックメタリック

2003年
生産終了